# Selaginella goudotiana
Selaginella goudotiana är en mosslummerväxtart som beskrevs av Antoine Frédéric Spring. Selaginella goudotiana ingår i släktet mosslumrar, och familjen mosslummerväxter. Utöver nominatformen finns också underarten S. g. abyssinica.